# Kałdus
Kałdus is een dorp in de Poolse woiwodschap Koejavië-Pommeren. De plaats maakt deel uit van de gemeente Chełmno en telt 230 inwoners.